# Grüne Grenze

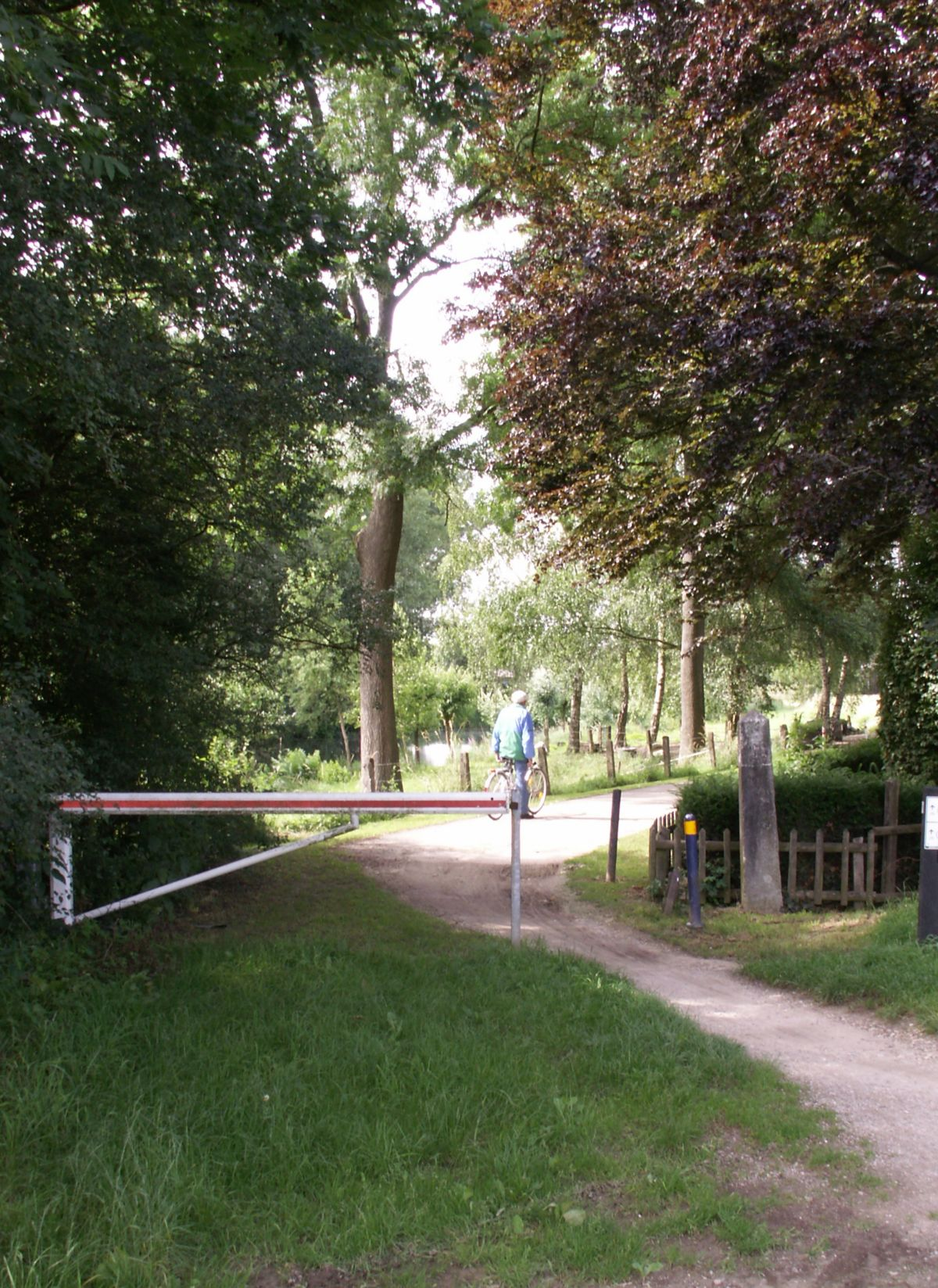
Grüne Grenze zwischen Deutschland und den Niederlanden bei Wassenberg

Als Grüne Grenze wird der Verlauf international anerkannter Landgrenzen zwischen den zugelassenen Grenzübergangsstellen bezeichnet. Der Begriff umfasst auch den Grenzverlauf durch oder entlang von Binnengewässern.
Die Bezeichnung „Grüne Grenze“ wird vom Grenzverlauf in der Natur abgeleitet. Sie hat nichts damit zu tun, dass der Grenzverlauf nicht gesichert oder überwacht würde. So wurden in den 1990er Jahren zum Beispiel bestimmte Organisationseinheiten des damaligen Bundesgrenzschutzes (heute Bundespolizei) als Einsatzabschnitt „Grüne Grenze“ bezeichnet, diese Dienststellen entsprechen etwa einem für die Grenzüberwachung zuständigen Revier. Gebräuchlich ist auch die Bezeichnung Blaue Grenze für den Grenzverlauf auf dem Wasser.

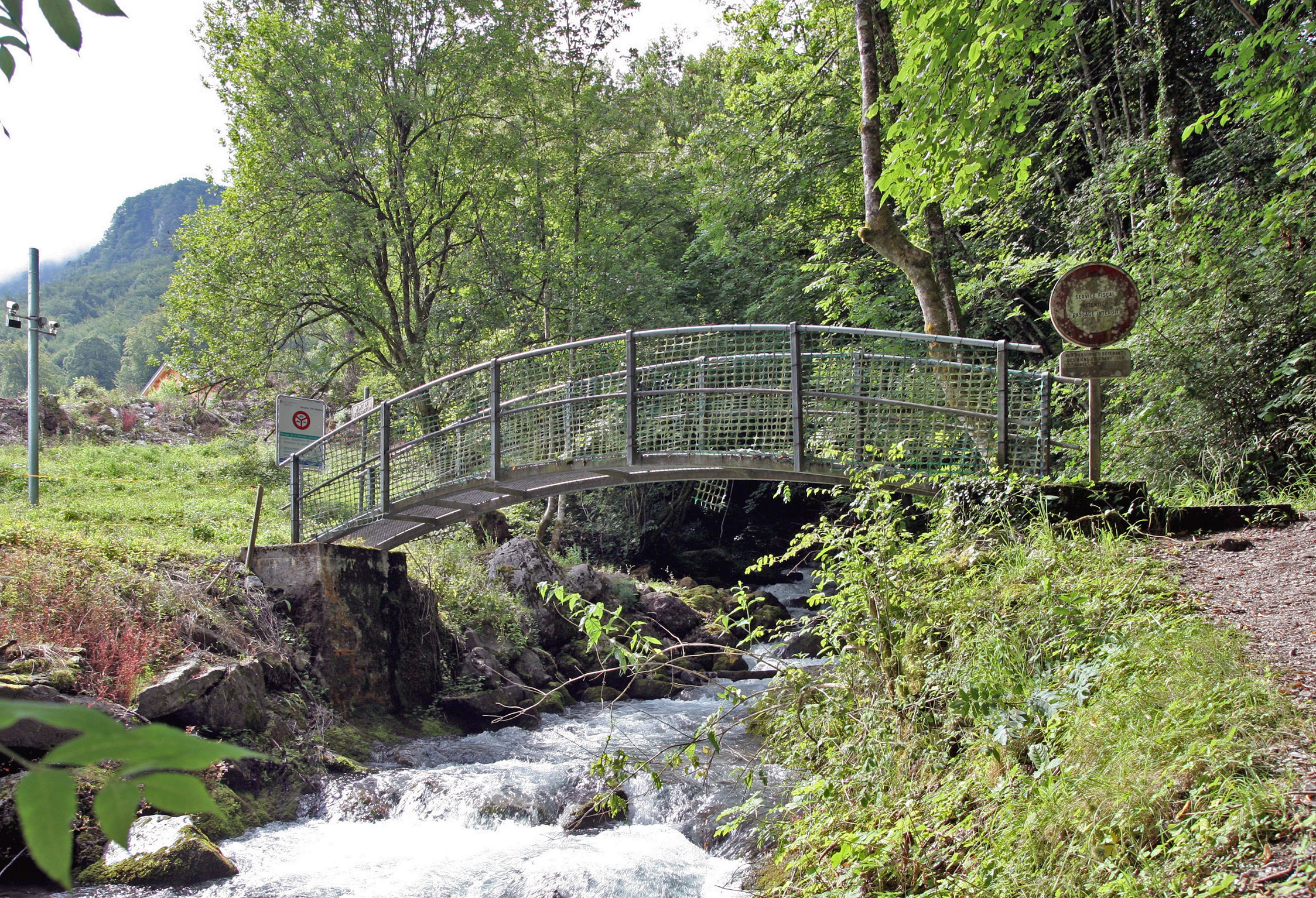
Videoüberwachter „grüner“ Grenzübergang an der blauen Grenze der Morge zwischen Saint-Gingolph (Haute-Savoie) Frankreich (rechtes Ufer) und Saint-Gingolph VS Schweiz (linkes Ufer)

Auch die Grenzen der Mitgliedstaaten des Schengener Abkommens in der EU untereinander (Binnengrenze) werden seit dem Wegfall der Grenzkontrollen umgangssprachlich als „Grüne Grenzen“ bezeichnet.
Laut Artikel 22 des Schengener Grenzkodex ist das Überschreiten der Schengen-Binnengrenzen unabhängig von der Staatsangehörigkeit der betreffenden Person an jeder Stelle ohne Personenkontrolle zulässig.